# The Seven Temptations Tour
The Seven Temptation Tour es la tercera gira de la cantante polaca Doda, la cual promociona su segundo disco de estudio The Seven Temptations. Hasta el momento se han planeado unos cuantos conciertos en el territorio de Polonia y uno en Estados Unidos de América (exactamente en Chicago), el primero de ellos se ha celebrado en la capital de Polonia (Varsovia).

## Información general
En abril de 2011 en la página web oficial de Doda, DodaQueen.com, en la solapa de „Conciertos” han aparecido las primeras fechas de los conciertos de la gira The Seven Temptations Tour. Aparte de esto toda la información sobre la gira apareció en el perfil oficial de Doda en Facebook. Rafał Rabczewski, el hermano y mánager de conciertos de la artista ha dicho: „La anterior gira Rock'n'Roll Palace Tour ha marcado una tendencia, y la competencia, que cree que por fin nos pillara, está muy equivocada, porque se acerca otra gira mucho más „molona” llamada The Seven Temptations 2011 Tour, la cual encantara a los fanes, tanto como a los organizadores.

## Lista de canciones
1. "Sick Game"
2. "Szansa"
3. "2 Bajki"
4. "Ain't Talking About Love" (cover del grupo Van Halen)
5. "Electrode"
6. "My Way Or No Way"
7. "Dżaga"
8. "Chimera"
9. "Nie daj się"
10. "XXX" (añadida el 02/07/2011)
11. "Bad Girls"
12. "What's Up" (añadida el 13/08/2011)
13. "Fuck It"
14. "Dziękuję"

## Lista de conciertos
| Fecha                    | Ciudad              | País                      | Lugar                                             |
| ------------------------ | ------------------- | ------------------------- | ------------------------------------------------- |
| 15 de mayo de 2011       | Varsovia            | Polonia                   | Calle Powstańców Śląskich                         |
| 20 de mayo de 2011       | Zielona Góra        | Polonia                   | Calle Stanisława Wyspiańskiego                    |
| 22 de mayo de 2011       | Chicago             | Estados Unidos de América | Parking al lado de Shop & Save, 5829 S Archer Ave |
| 28 de mayo de 2011       | Głogów              | Polonia                   | Calle Rudnowska                                   |
| 29 de mayo de 2011       | Żywiec              | Polonia                   | Calle Browarna                                    |
| 4 de junio de 2011       | Gostyń              | Polonia                   | Calle Sportowa                                    |
| 11 de junio de 2011      | Nowa Ruda           | Polonia                   | Calle Sportowa                                    |
| 18 de junio de 2011      | Oleśnica            | Polonia                   | Calle Wałowa                                      |
| 26 de junio de 2011      | Bydgoszcz           | Polonia                   | Calle 3 maja                                      |
| 2 de julio de 2011       | Prusak              | Polonia                   | Calle Szkolna                                     |
| 10 de julio de 2011      | Gostynin            | Polonia                   | Calle Rynek                                       |
| 12 de julio de 2011      | Marki               | Polonia                   | Calle Józefa Piłsudzkiego 1                       |
| 16 de julio de 2011      | Łomża               | Polonia                   | Calle Zawadzka                                    |
| 6 de agosto de 2011      | Gorzów Wielkopolski | Polonia                   |                                                   |
| 13 de agosto de 2011     | Katowice            | Polonia                   | Calle Damrota 6                                   |
| 14 de agosto de 2011     | Ustroń              | Polonia                   | Calle Parkowa                                     |
| 26 de agosto de 2011     | Łódź                | Polonia                   | Calle Pabianicka 245                              |
| 27 de agosto de 2011     | Nowy Tomyśl         | Polonia                   | Calle Topolowa 11                                 |
| 28 de agosto de 2011     | Mielec              | Polonia                   | Calle Solskiego 1                                 |
| 18 de septiembre de 2011 | Dortmund            | Alemania                  |                                                   |

- Datos: Q6145168